# Comforce Zrt.
A Cloudagents Zrt. budapesti központú, új generációs, cloud computing (felhő alapú) technológiát alkalmazó, nemzetközi piacon is aktív Contact Center szolgáltatást nyújtó vállalat.

## Cégtörténet
- A céget 2008-ban alapította Papp László Dávid azzal a céllal, hogy az új technológiák felhasználásával egy versenyképes, ügyfél és munkavállaló központú vállalatot hozzon létre Magyarországon. Fontos szempont volt az is, hogy távmenedzsment munkahelyteremtő adottságai mellett elősegíti a környezetszennyezés csökkentését is.
- A Magyarországon egyedi üzleti modellnek és az elmúlt évek sikereinek köszönhetően 2010 májusában a Jeremie Program nyertes Primus Capital Kockázati Tőkealap-kezelő Zrt. jelentős tőkebefektetéssel támogatta a céget, mely további lehetőségeket biztosított a nemzetközi terjeszkedéséhez.
- 2010 és 2011-ben, a Comforce elnyerte a GfK Hungária Piackutató Intézet Minősített Call Center Díját.
- 2012-ben a Comforce elnyerte első külföldi megbízását Németországból angol és német nyelveken, melyet azóta számos új ügyfél követett, és ezzel megkezdte nemzetközi terjeszkedését.
- 2012-ben megkezdte működését a Comforce amerikai leányvállalat Cloudagents néven, és megnyitotta első külföldi irodáját.
- 2012-ben a Comforce az állami Magyar Innovációs Nagydíj keretein belül elismerést kapott jelentős innovációjáért.
- 2013-ban a Comforce megvásárolta a JobGroup call center tevékenységet végző vállalatának, a Tele-Scope-ot, ezzel tovább növelve partnerei létszámát és piaci jelenlétét.
- 2014-ben shortlist helyezés a CEE Outsourcing And Shared Services Awards versenyen.
- 2015-ben győztes a Red Herring Top 100 Europe versenyen.

## A vállalatról
A vállalat felhő alapú rendszerei és szabadalmaztatás alatt álló eljárásai lehetővé teszik a munkaerő távoli foglalkoztatását, amely telephelyek mellett otthonról dolgozó ügyintézőket is magában foglal. Az ún. home office modell egyik legnagyobb előnye, hogy forradalmasítja a virtuális munkát és a megbízó számára könnyedén igazítja az erőforrásokat az igényekhez.
A Cloudagents többnyelvű szolgáltatásokat nyújt több mint 12 000 ügyintézővel világszerte. A szolgáltatások több, mint 154 anyanyelvi szinten beszélt nyelven és dialektusban állnak rendelkezésre.

## Elismerések
- Minősített Call Center (GfK Hungária, Top 10 Call Center Díj), 2010
- Minősített Call Center (GfK Hungária, Top 10 Call Center Díj), 2011
- Elismerés jelentős innovációért (Magyar Innovációs Nagydíj), 2012

## Tagságok
- A Direkt és Interaktív Marketing Szövetség tagja és a Contact Center tagozat alapító tagja
- A Magyar Szolgáltatóipari és Outsourcing Szövetség tagja
- A Humán Erőforrás Alapítvány együttműködője
- A Nagyvállalati Marketingvezetők Klubjának alapító tagja
- Magyarok a Piacon klub alapító tagja
- Magyar Innovációs Szövetség tagja

## Társadalmi szerepvállalás
A Cloudagents Zrt. egyik legfontosabb célja a távmunkás működési modell elfogadottságának minél nagyobb arányú növelése a hazai és nemzetközi piacon is. Jelenlegi több mint 7000 fős ügyintézői állományának jelentős része is „virtuális munkás”, azaz távolról foglalkoztatott.
Ezen modell legnagyobb előnyei nem csak gazdaságiak, hanem a geográfiai kötöttségektől független munkavállalási lehetőség erősíti a családok egységét. Az utazási költségek hiánya jelentősen csökkenti a családok kiadásait, és egyben a környezetszennyezést is.